# ماریو باوا
ماریو باوا (ایتالیایی: Mario Bava; زاده ۳۱ ژوئیهٔ ۱۹۱۴ – درگذشته ۲۵ آوریل ۱۹۸۰) کارگردان، فیلم‌نامه‌نویس، فیلم‌بردار، نویسنده و متخصص جلوه‌های ویژه در دوره طلایی سینمای وحشت ایتالیا بود.

## گزیده فیلم‌شناسی
- نقاب شیطان
- سه چهره ترس
- بوم‌شناسی جنایت
- شوک
- ترانه بهار
- پنج زن زیبا برای جشن نیمه پاییز
- دکتر گلدفوت و دختران آتشپاره
- تیشه‌ای برای ماه عسل
- موسی قانون‌گذار
- چهار مرتبه آن شب